# Mara Švel-Gamiršek
Mara Švel-Gamiršek, znana i kao Mara Schwell, (Srijemska Mitrovica, 3. siječnja 1900. – Zagreb, 7. prosinca 1975.) bila je hrvatska književnica. Pisala je romane, novele, igrokaze, kratka prozna djela, a imala je i nekoliko pjesničkih ostvarenja.
Smatra ju se najboljim perom hrvatske šokačke proze. Književnik Vladimir Kovačić nazvao ju je »Šokačkom Selmom Lagerlöf«.

## Životopis
Mara Švel-Gamiršek je osnovnu školu završila u rodnoj Srijemskoj Mitrovici, a srednju školu (gimnaziju) je pohađala na Sušaku.

Krenula je na studij medicine, ali ga je prekinula i potom se udala.

Od 1923. se posvetila književničkom radu.

Svoja je djela počela objavljivati '40-ih pri Matici hrvatskoj. Već onda su njena djela privukla pozornost, u kojima je opisivala život šokačkih Hrvata, kojima je i sama pripadala. Djela ponajviše tematizira vremensko razdoblje od hrvatsko-ugarske nagodbe do godina kad je Kraljevina Jugoslavija još bila promatračem Drugog svjetskog rata, koji je onda već bio izbio u Europi, a prostorno, odnosi se na područje županjske Posavine, Cvelferije i Šokadije.

U djelu "Legende" se okreće vjerskim odnosno biblijskim temama, a "Priče za Sveu i Karen" pripadaju književnosti za djecu.

U širem smislu, pripadala je krugu autorica koje su činile žensko šokačko pismo.

## Djela
- Šuma i Šokci, novelistička zbirka, 1940.
- Hrast, roman, 1942.
- Portreti nepoznatih žena, novelistička zbirka, 1942.
- Priče za Sveu i Karen, igrokazi, 1967.
- Legende, prozni tekstovi, 1969.
- Izabrana djela, 1970.
- Ovim šorom Jagodo, roman, 1975.

Njena djela "Šuma i Šokci", "Portreti nepoznatih žena", "Hrast" i "Ovim šorom Jagodo" tvore t.zv. Šokački ciklus.
Surađivala je i s časopisom "Hrvatska revija", u kojoj je 1976. objavljeno nekoliko pjesama.

## Radovi o Mari Švel-Gamiršek
- Katica Čorkalo: Poslanica Mari Švel-Gamiršek, Mara Švel-Gamiršek, Prilozi sa znanstvenoga kolokvija 1997. održanog u sklopu 9. Pjesničkih susreta Drenovci, 3. — 4. listopada 1997.

## Počasti i priznanja
Njoj u čast, osnovna škola u Vrbanji nosi njezino ime.